# 마르크 빌모츠
마르크 로베르트 빌모츠 (Marc Robert Wilmots, 1969년 2월 22일 ~ )는 과거 벨기에의 축구 선수이자 현 감독이다.
그의 축구 선수 생활이 시작된 것은 1987년으로, 빌모츠는 K. 신트트라위덴서 VV, KV 메헬렌, 스탕다르 리에주, FC 샬케 04, FC 지롱댕 드 보르도에서 뛰었다. 그는 2003년 FC 샬케 04에서 두 번째로 뛸 때에 은퇴를 선언했다. 벨기에에서 그는 일반에게 Taureau de Dongelberg (동겔베르크의 황소) 라는 별명으로 받아들여졌고, 독일 분데스리가의 FC 샬케 04에서 뛸 동안에는 das Kampfschwein (싸움 돼지) 또는 Willi das Kampfschwein이라는 별명으로 널리 알려져 있었다.
빌모츠는 벨기에 국가대표로 70경기에 출전해 28골을 넣었고, 빌모츠가 출장한 첫 경기는 1990년 5월에 있었다. 그는 4번의 FIFA 월드컵에 참가했으며, 1994년에는 득점이 없었고, 1998년에 2골, 2002년에는 3골을 추가하였다. 또한 네덜란드와 벨기에가 공동 개최한 UEFA 유로 2000에 출전하기도 했다.
그는 축구 선수 은퇴 후, 정치에 입문해 벨기에 상원 의원의 프랑스어를 사용하는 자유당의 개혁 운동 (Mouvement Réformateur)의 멤버가 되었으나, 성공적인 정치 생활을 보내진 못했다.
2004년부터 2005년까지는 생 트뤼덴 (Sint-Truiden) 감독을 지냈다.
대한민국과도 1990년과 1998년에 벨기에가 같은 조에 속해서 인연이 꽤 있으며, 2014년에는 감독을 맡아 같은 조에서 만났다. 그리고 선수 - 감독으로 월드컵에서 만난 3번의 경기에서 벨기에는 대한민국을 상대로 2승 1무를 기록하고 있다.
2012년부터 벨기에 축구 국가대표팀의 감독을 맡아 벨기에를 FIFA 랭킹 1위로 끌어올리기도 했으나, UEFA 유로 2016 8강전에서 웨일스에 패한 후 경질당했다. 2017년 3월 22일 코트디부아르 감독으로 취임하였다. 그러나 본선 진출 실패의 책임을 지고 부임 8개월만에 전격 사퇴하였다.
그리고 2019년 5월 28일 이란 축구 국가대표팀의 사령탑으로 선임되었지만 사임을 했다.